# Голешти (Балилешти)
Голешти (рум. Golești) насеље је у Румунији у округу Арђеш у општини Балилешти. Oпштина се налази на надморској висини од 390 m.

## Становништво
Према подацима из 2002. године у насељу је живело 291 становника, од којих су сви румунске националности.